# Начала Евкліда

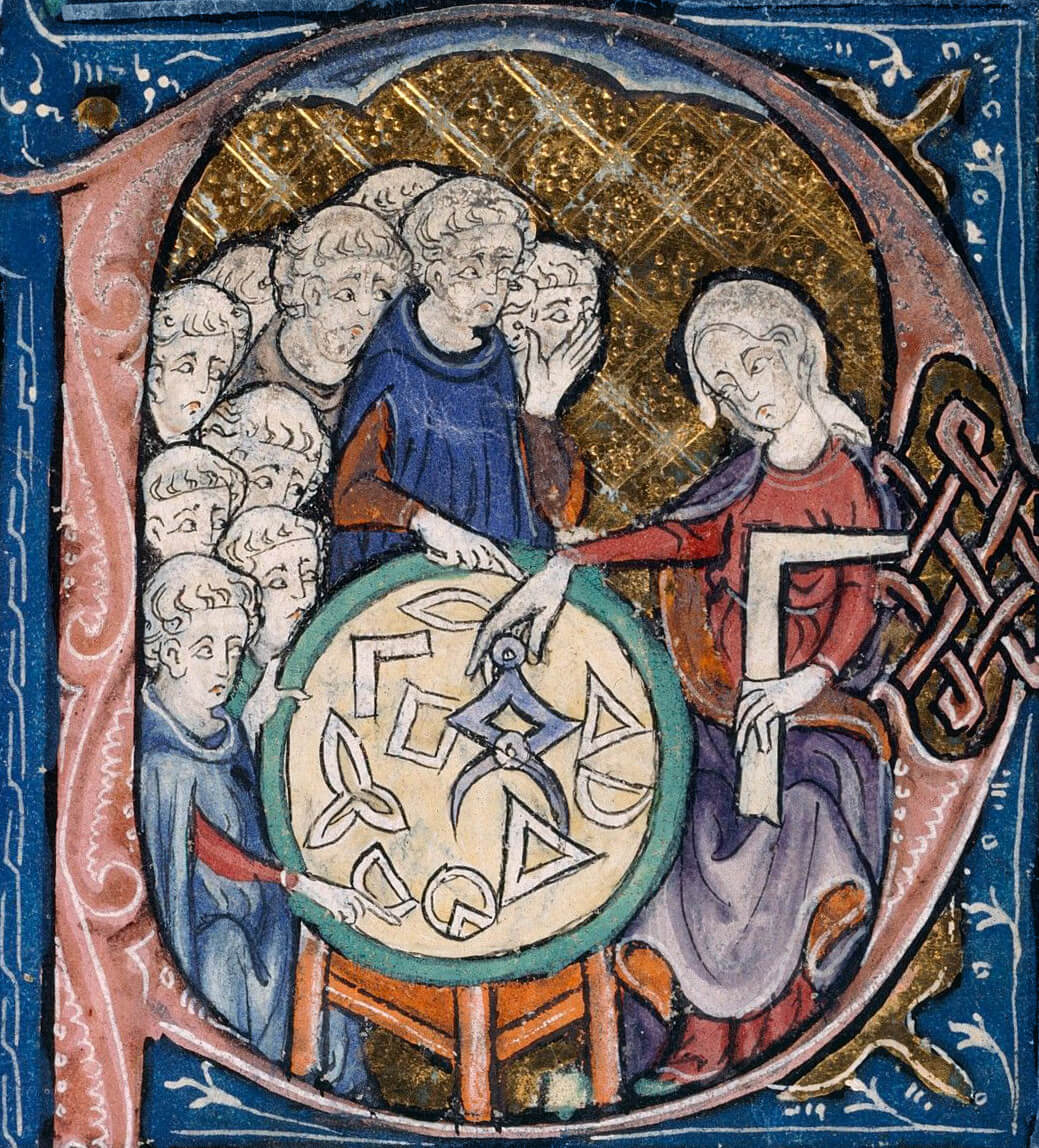
Фронтиспис перекладу Начал латиною Аделарда з Бату, 1309—1316.

«Начала» (грец. Στοιχεῖα, лат. Elementa) — математичний і геометричний трактат, який складається з 13 книг, що були написані грецьким математиком Евклідом з Александрії близько 300 до н. е. Він складається із зібрання визначень, постулатів (аксіом), тверджень (теорем і побудов) і математичних доведень цих тверджень. Тринадцять книжок охоплюють Евклідову геометрію і старогрецьку версію теорії чисел. За винятком книги На рухомій сфері Автоліка, Начала — найстаріший грецький математичний трактат, що зберігся до наших днів і це найстаріша праця з аксіоматичним дедуктивним виведенням в математиці. Вона вдосконалила інструментарій для розвитку логіки та сучасної науки.
Евклідові Начала — найуспішніша і найвпливовіша з усіх будь-коли написаних книжок. Вперше надрукована в Венеції в 1482, одна з найперших математичних праць надрукованих після винайдення друкарського пресу і поступається тільки Біблії за кількістю перевидань, число яких наближається до тисячі. Вона використовувалась як основний текст з геометрії в західному світі впродовж близько 2000 років. Протягом століть, коли квадривіум був включений у навчальний план університетів, знання принаймні частини Евклідових Начал вимагалось від усіх студентів. Не раніше 20-го століття, до якого книга повсюдно викладалась в шкільних підручниках, вона перестала вважатись чимось, що освічена людина мала б прочитати.

## Історія

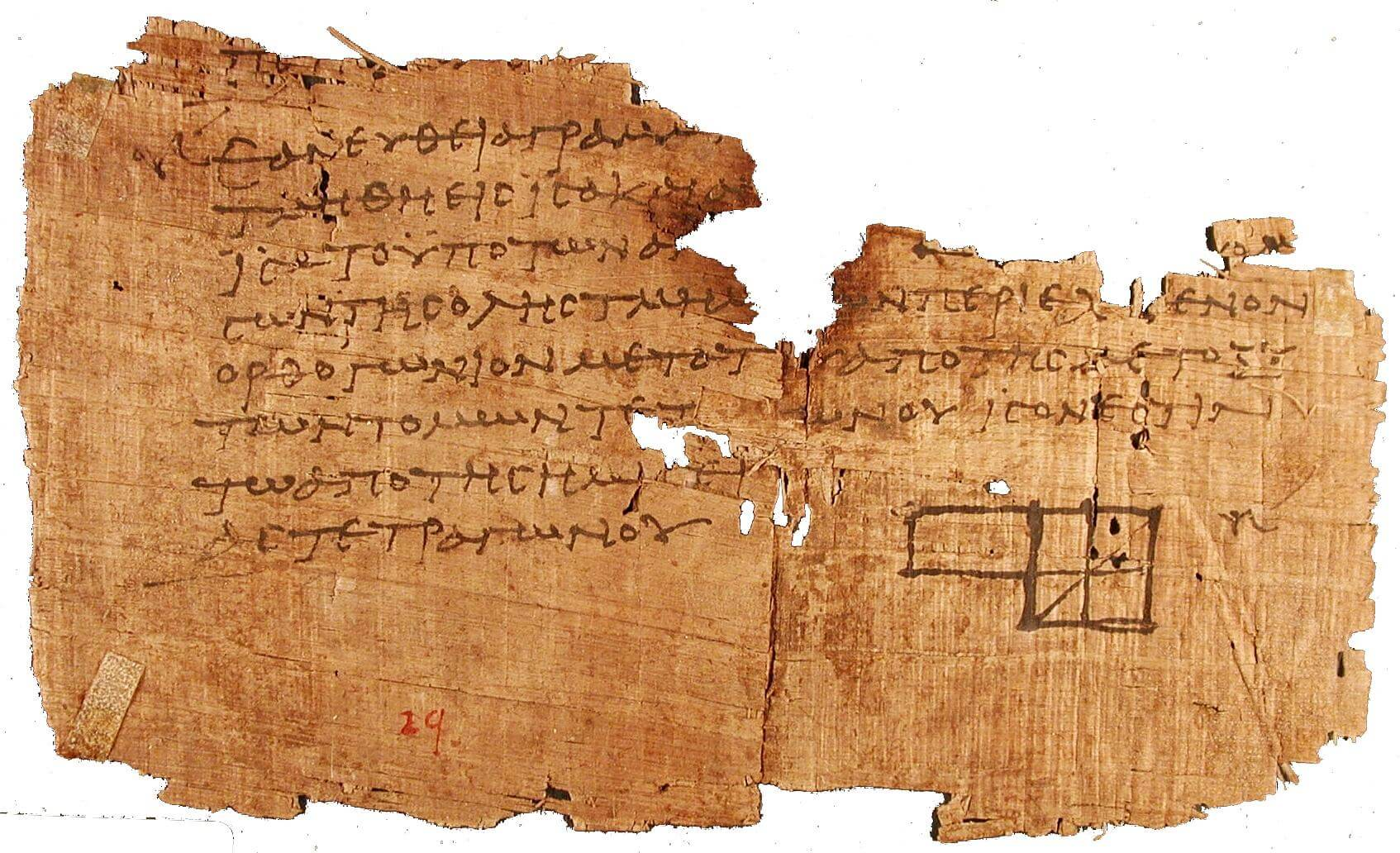
Один з найдавніших існуючих рукописів Начал (фрагмент II книги), знайдений в Оксиринху в Єгипті, датується приблизно 100 роком

Евклід був грецьким математиком, який написав Начала в Александрії в часи елліністичного періоду (близько 300 до н.е). Вчені вважають, що Начала головним чином збірка теорем доведених іншими математиками та підкріплена деякими власними роботами. Прокл, грецький математик, що жив кілька століть після Евкліда, написав в своїх коментарях до Начал: «Евклід, який написав Начала, зібрав багато Евдоксових теорем, вдосконалив Теєтетові, а також довів до неспростовного вигляду теореми, які містили недоліки в доведенні сформульовані попередниками».
Також відомо, наприклад завдяки Цицерону, що не зберігся запис тексту в перекладі латиною виконаний набагато раніше ніж це зробив Боецій в п'ятому чи шостому сторіччі. Араби отримали Начала від візантійців приблизно в 760; цю версію, яку написав учень Евкліда Прокло, переклав арабською мовою Харун аль Рашид близько 800 н.е. Найстаріша версія Начал латиною, що повністю збереглась, це переклад з арабської Аделарда з Бату. Перша друкована версія з'явилась в 1482 році (на основі редакції Джованні Кампано 1260 року) і відтоді була перекладена багатьма мовами і надруковано близько тисячі різних видань. В 1570, Джон Ді написав широко шанований «Вступ до математики», який також містив англомовний переклад Начал Генрі Білінґслі та розлогі примітки з допоміжними матеріалами.
Копії грецького тексту збереглися до сьогоднішніх днів, деякі з них знаходяться в бібліотеці Ватикану і бібліотеці Бодліна в Оксфорді. Доступні манускрипти різної якості, в яких не вистачає різних частин. Зміст оригінального тексту (якого вже немає) відтворений за допомогою ретельного аналізу перекладів та частин оригіналу. Для такої роботи важливі стародавні тексти, які стосуються Начал взагалі і математичних теорій, що були у вжитку в ті часи. Такий аналіз був проведений Хейберґом та Томасом Літл Гізом в їхніх редакціях Начал.
Схолії або примітки в текстах книжок теж мають велике значення для дослідників. Ці додатки, які часто відрізняються від основного тексту (залежно від манускрипту), поступово нагромаджувалися з часом, залежно від того, що вважали за краще — розтлумачити чи пояснити. Деякі з них корисні і додаються до тексту, але багато ні.

## Зміст

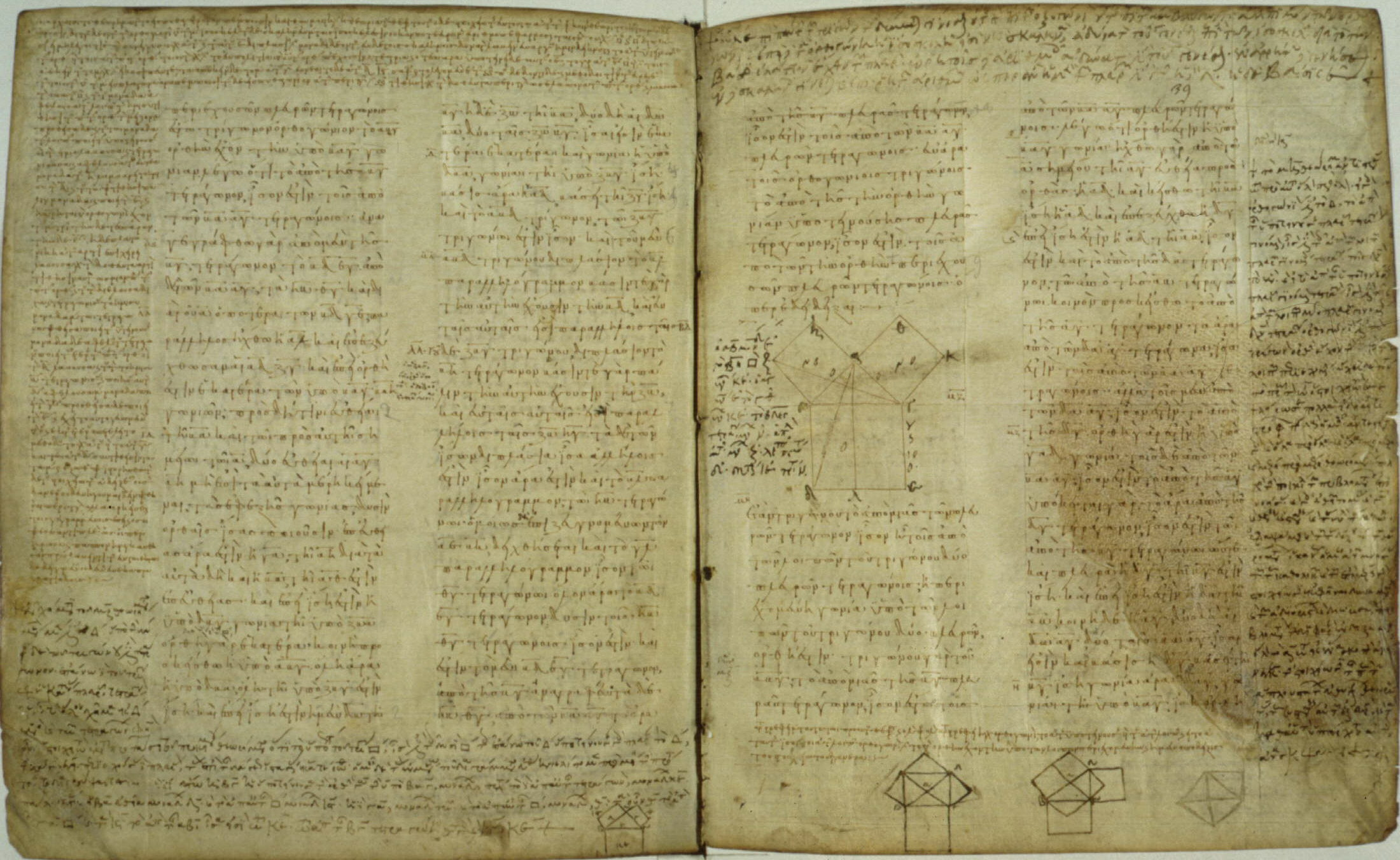
Ватиканський манускрипт, т.1, 38v - 39r. Euclid I prop. 47 (теорема Піфагора)

Основний твір Евкліда називається «Начала». Книги з такою ж назвою, в яких послідовно викладалися всі основні факти геометрії і теоретичної арифметики, складалися раніше Гіппократом Хіосським, Леонтом і Февдієм. Проте «Начала» Евкліда витіснили всі ці твори з ужитку і протягом більш ніж двох тисячоліть залишалися базовим підручником геометрії. Створюючи свій підручник, Евклід включив в нього багато з того, що було створене його попередниками, обробивши цей матеріал і звівши його воєдино.
«Начала» складаються з тринадцяти книг. Перша і деякі інші книги передують списком визначень. Першій книзі передує також список постулатів і аксіом. Як правило, постулати задають базові побудови (наприклад, «потрібно, щоб через будь-які дві точки можна було провести пряму»), а аксіоми — загальні правила виведення при операції з величинами (наприклад, «якщо дві величини дорівнюють третій, вони рівні між собою»). З сучасної точки зору, різниці між постулатами і аксіомами нема.
У I книзі вивчаються властивості трикутників і паралелограмів; цю книгу вінчає знаменита теорема Піфагора для прямокутних трикутників. Книга II, виходить від піфагорійців, присвячена так званій «геометричній алгебрі». У III і IV книгах висловлюється геометрія кіл, а також вписаних і описаних багатокутників; при роботі над цими книгами Евклід міг скористатися творами Гіппократа Хіосського. У V книзі вводиться загальна теорія пропорцій, побудована Евдоксом Кнідським, а в VI книзі вона додається до теорії подібних фігур. VII–IX книги присвячені теорії чисел і знов посилаються до піфагорійців; автором VIII книги, можливо, був Архіт Тарентський. У цих книгах розглядаються теореми про пропорції і геометричні прогресії, вводиться метод для знаходження найбільшого загального дільника двох чисел (відомий нині як алгоритм Евкліда), будується парні довершені числа, доводиться нескінченність множини простих чисел. У X книзі, що є найоб'ємнішою і найскладнішою частиною «Начал», будується класифікація ірраціональностей; можливо, що її автором є Теєтет Афінський. XI книга містить основи стереометрії. У XII книзі за допомогою методу вичерпання доводяться теореми про співвідношення площ кіл, а також об'ємів пірамід і конусів; автором цієї книги за загальним визнанням є Евдокс Кнідський. Нарешті, XIII книгу присвячено побудові п'яти правильних багатогранників; вважається, що частина побудов була розроблена Теєтетом Афінським.
У рукописах, що дійшли до нас, до цих тринадцяти книг додані ще дві. XIV книга належить александрійцю Гипсиклу (близько 200 р. до н.е.), а XV книгу створено під час життя Ісідора Мілетського, будівельника храму св. Софії в Константинополі (початок VI ст. н. е.).
«Начала» надають загальну основу для подальших геометричних трактатів Архімеда, Аполлонія і інших античних авторів; доведені в них припущення вважаються загальновідомими. Коментарі до «Начал» в античності складали Герон, Порфирій, Папп, Прокл, Симплікій. Зберігся коментар Прокла до I книги, а також коментар Паппа до X книги (у арабському перекладі). Від античних авторів коментаторська традиція переходить до арабів, а потім і до Середньовічної Європи.
У створенні і розвитку науки Нового часу «Начала» також зіграли важливу ідейну роль. Вони залишалися зразком математичного трактату, що строго і систематично висловлює основні положення тієї або іншої математичної науки.

## Труднощі тексту
Хоча ми вважаємо Начала елементарним текстом з геометрії, але так було не завжди. Кажуть, що цар Птоломей просив способу навчання геометрії простішого ніж Начала. На що Евклід відповів, що «в геометрії немає царської дороги». А Томас Літл Гіз написав у своєму вступі до видання Начал бібліотеки Еврімана 1932:

Правда полягає в тому, що ця книга не писалась для школярів і школярок, а для дорослих чоловіків, які мали необхідні знання і судження щоб оцінити досить дискусійний матеріал, який ще треба розвинути хоча б спробою виставити суть Евклідової геометрії як чітку логічну систему... .

Першим важким місцем в Книзі I вважається п’яте твердження, так званий «ослячий місток» латиною pons asinorum (зазвичай важко змусити віслюка перейти місток).

## Видання Начал Евкліда
Грецькою:
- STOICHEION BIBL. IE' EK TON THEONOS SYNOUSION. Eis tou autou to proton, exegematon Proklou bibl. d. (Greek). (Elementa geometriae)[12], 1533

Латиною:
- Fundamentos Da Geometria, 1492
- Elementa, 1543

## Начала Евкліда у перекладі Генрика (Гендрика) Коетса (1692)

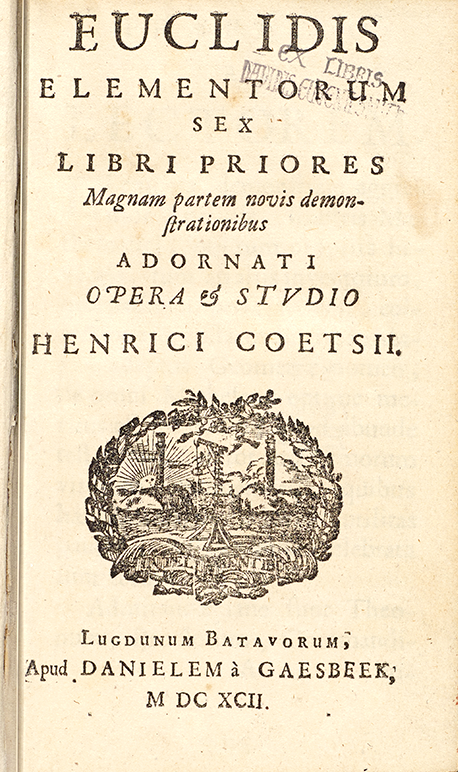
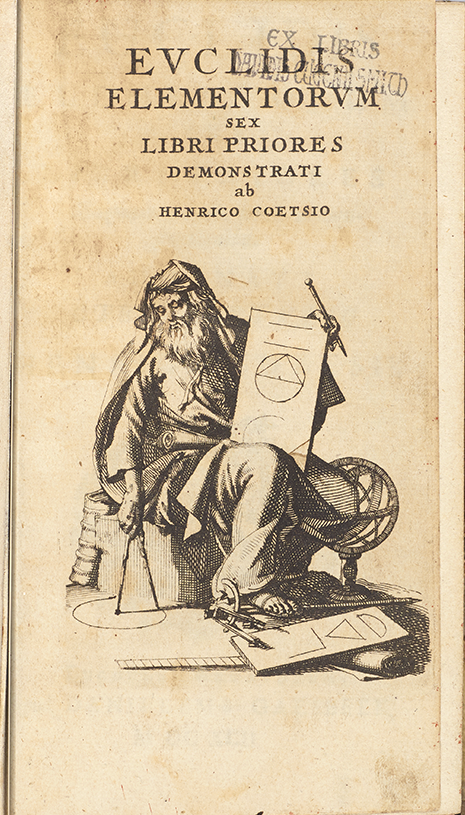
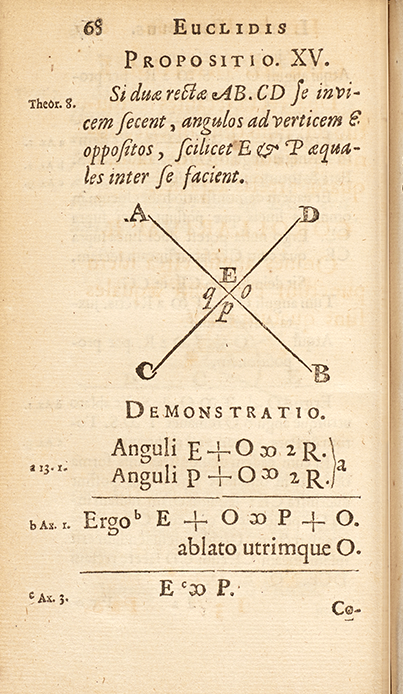
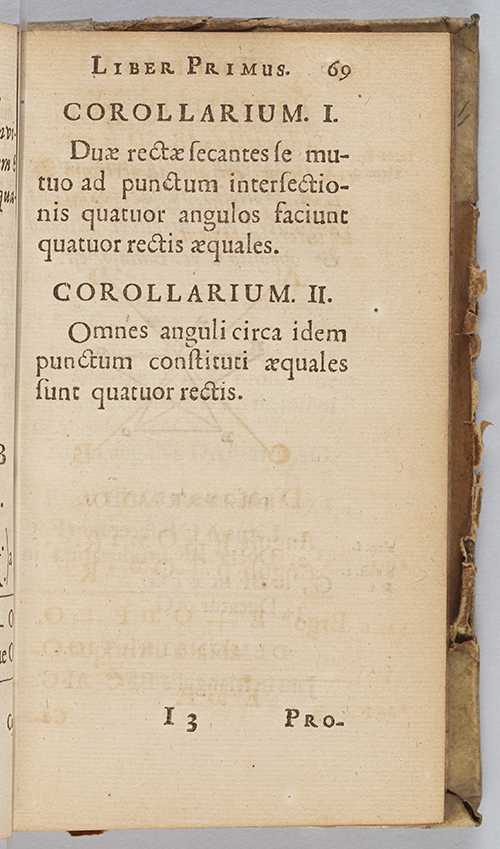

## Дивись також
- Аксіоматика Гільберта
- Евклід
- Список об'єктів, названих на честь Евкліда